# Усатий Юрій Борисович
Юрій Борисович Усатий (3 грудня 1939, Дергачі) — український дипломат. Постійний повноважний представник України при координаційних інститутах Співдружності Незалежних Держав (1993–2000).

## Біографія
Народився 3 грудня 1939 року в місті Дергачі на Харківщині.
Юрій Борисович Усатий керував харчовою і легкою промисловістю країни, був працівником апарату Кабінету Міністрів України.
З 17 січня 1992 — начальник Зведеного відділу стратегії та прогнозів соціально-економічного розвитку Міністерства економіки України.
З 30 травня 1992 року — Постійний представник України в Робочі групі для організаційно-технічної підготовки і проведення засідання Ради глав держав і Ради глав урядів Співдружності незалежних держав.
З 22.11.1993 — 10.01.2000 — повноважний представник України у Виконавчому Секретаріаті СНД. Член міжвідомчої групи з питань розроблення документів для делегації України на Спеціальному міждержавному форумі з удосконалення діяльності СНД та його реформування.
З 2000 року працював у відділу політичного співробітництва Департаменту політичного співробітництва і миротворчої діяльності при координаційних інститутах Співдружності Незалежних Держав в Мінську.